# CTAGE5
CTAGE5‏ (MIA SH3 domain ER export factor 2) هوَ بروتين يُشَفر بواسطة جين CTAGE5 في الإنسان.